# Kassai passiósorozat mestere
Kassai passiósorozat mestere névvel egy 1474–77 között működött magyarországi festőt illetünk. Költői felfogása közel áll a kassai dóm főoltárának másik két mesteréhez (Kassai Erzsébet-legenda mestere, Kassai Mária élete sorozat mestere). Világos kompozíciókba rendezte a passió 24 jelenetét. Sok hajlamot mutat a groteszk ábrázolásra is.